# إدوارد ألبرت
إدوارد ألبرت (بالإنجليزية: Edward Albert)‏ مواليد 20 فبراير 1951 في لوس أنجلوس - الوفاة 22 سبتمبر 2006 في كاليفورنيا، الولايات المتحدة، هو ممثل أمريكي بدأ مسيرته الفنية سنة 1965. هو من الحائزين على جائزة غولدن غلوب. امتدت مسيرته الفنية لأكثر من 41 عاما.

## الأعمال

### أفلام
- الفراشات حرة
- جاردينج تس

### مسلسلات
- فالكون كريست (1986) (بدور: جيف وينرايت)
- الجميلة والوحش (1987)
- ستار تريك: ديب سبيس ناين (1993)
- سبايدرمان (1996)
- جوال تكساس ووكر (1996) (بدور: تايلور غريفين)
- بورت شارلز (1997) (بدور: بينيت ديفلين)
- الساحرة المراهقة سابرينا (1998)
- حكم عرفي (1999)

## روابط خارجية
- إدوارد ألبرت على موقع IMDb (الإنجليزية)
- إدوارد ألبرت على موقع ألو سيني (الفرنسية)
- إدوارد ألبرت على موقع تيرنر كلاسيك موفيز (الإنجليزية)
- إدوارد ألبرت على موقع أول موفي (الإنجليزية)
- إدوارد ألبرت على موقع قاعدة بيانات الأفلام السويدية (السويدية)
- إدوارد ألبرت على موقع إن إن دي بي (الإنجليزية)
- إدوارد ألبرت على موقع قاعدة بيانات الفيلم (الإنجليزية)
- إدوارد ألبرت على موقع كينوبويسك (الروسية)